# Antonio María Javierre Ortas
Antonio María Javierre Ortas (ur. 21 lutego 1921 w Sietamo, zm. 1 lutego 2007 w Rzymie) – hiszpański duchowny katolicki, wysoki urzędnik Kurii Rzymskiej, kardynał.

## Życiorys
Wstąpił do zakonu salezjan św. Jana Bosco (SDB), pierwsze śluby złożył w 1940. Kształcił się w zakonnych instytucjach edukacyjnych w Huesca, Saragossie, Barcelonie, Geronie i Salamance; uzupełniał studia w Rzymie i Louvain (Belgia, obronił doktorat z teologii). Przyjął święcenia kapłańskie 24 kwietnia 1949. Od 1951 był wykładowcą Papieskiego Athenaeum Salezjańskiego w Turynie, później przeniesionego do Rzymu; w latach 1959–1971 był dziekanem wydziału teologii podstawowej, a 1971-1979 rektorem magnifico tej uczelni. Jako ekspert episkopatu Hiszpanii brał udział w obradach Soboru Watykańskiego II; uczestniczył w wielu międzynarodowych kongresach teologicznych.
20 maja 1976 został mianowany arcybiskupem tytularnym Mety i sekretarzem watykańskiej Kongregacji Edukacji Katolickiej, sakry biskupiej udzielił mu 29 czerwca 1976 w Huesca kardynał Vicente Enrique y Tarancón, arcybiskup Madrytu. Brał udział w sesjach Światowego Synodu Biskupów w Watykanie oraz w III konferencji generalnej Episkopatów Latynoamerykańskich w Puebla (Meksyk, 1979).
28 czerwca 1988 Jan Paweł II mianował go kardynałem, nadając diakonię S. Maria Liberatrice a Monte Testaccio; w lipcu 1988 Javierre Ortas został bibliotekarzem i archiwariuszem Świętego Kościoła Rzymskiego (zastąpił emerytowanego kardynała Alfonsa Marię Sticklera). W styczniu 1992 przeszedł na stanowisko prefekta Kongregacji Kultu Bożego i Dyscypliny Sakramentów; po osiągnięciu wieku emerytalnego (75 lat) przeszedł w stan spoczynku w czerwcu 1996.
Reprezentował Jana Pawła II na uroczystościach religijnych i rocznicowych w charakterze specjalnego wysłannika, m.in. na VI Boliwijskim Kongresie Eucharystycznym i Maryjnym w Cochabamba (październik 1997). W styczniu 1999 został promowany do rangi kardynała prezbitera, zachował diakonię S. Maria Liberatrice a Monte Testaccio jako tytuł prezbiterski na zasadzie pro hac vice. Po ukończeniu 80. roku życia w lutym 2001 utracił prawo udziału w konklawe.